# حفلة التيس (فلم)
ذا فيست أوف ذا قوت (بالإنجليزية: The Feast of the Goat) هو فيلم دراما تم إنتاجه في الدومينيكان وإسبانيا والمملكة المتحدة وصدر سنة 2005 بطولة إيسابيلا روسوليني ستيفاني ليونيداس وبول فريمان وتوماس ميليان وخوان دييغو بوتو ومن إخراج لويس لوسا.

## القصة
تعود أورانيا كابرال (إيزابيلا روسيليني) إلى سانتو دومينغو ، بعد عدة سنوات ، وتتذكر علاقة عائلتها برفائيل ليونيداس تروخيو (توماس ميليان) ، الدكتاتور الدومينيكي ، وكذلك الأحداث المحيطة باغتياله.

## وصلات خارجية
مقالات تستعمل روابط فنية بلا صلة مع ويكي بيانات